# CrazyShow Excerpts
CrazyShow Excerpts – jedyny promocyjny album studyjny zespołu Alphaville, na którym znalazły się wybrane piosenki z czterech płyt CD z albumu CrazyShow.

## Lista utworów
1. "State of Dreams" - 6:32
2. "Ways" - 5:56
3. "Still Falls the Rain" - 4:24
4. "Zoo" - 5:54
5. "And as for Love" - 4:10
6. "Carry Your Flag" - 5:43
7. "Hurricane" - 5:57
8. "Shadows She Said (Omerta)" - 4:33
9. "Crazyshow" - 9:01
10. "Miracle Healing" - 4:59
11. "On the Beach" - 10:26